# Stylidium schoenoides
Stylidium schoenoides este o specie de plante dicotiledonate din genul Stylidium, familia Stylidiaceae, ordinul Asterales, descrisă de Dc.. Conform Catalogue of Life specia Stylidium schoenoides nu are subspecii cunoscute.